# Prążek krańcowy

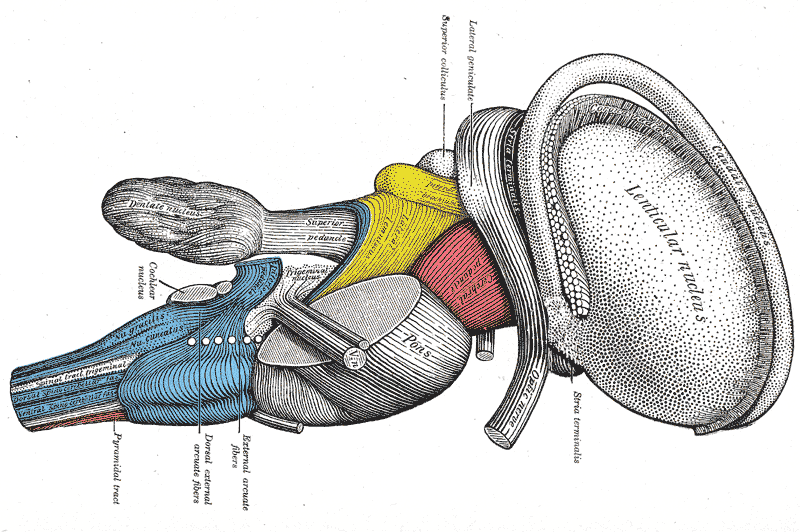
Schemat pnia mózgu, zaznaczono prążek krańcowy (według Greya)

Prążek krańcowy (łac. stria terminalis) – w anatomii kręgowców pasmo istoty białej, będące największą projekcją z ciała migdałowatego. Znajduje się w bruździe krańcowej, między jądrem ogoniastym a wzgórzem; niemal na całym przebiegu biegnie w ścianie komory bocznej, tuż pod ependymą. Towarzyszy mu żyła wzgórzowo-prążkowiowa. 
Łączy podwzgórze oraz pole przegrodowe lub pole przedwzrokowe z ciałem migdałowatym. 

## Różnicowanie płciowe
Jądro łożyskowe prążka krańcowego (BNST) u samców gryzoni jest o 75% większe niż u samic. Rejon BNST-dspm u ludzi jest około 2,5 razy większy u mężczyzn niż u kobiet. Wyniki wstępnych badań sugerują, że u transpłciowych mężczyzn wielkość tej struktury jest odpowiednia dla męskiej, a u kobiet transpłciowych jest ona odpowiednia dla damskiej, czyli tej płci, którą doświadczają. Obszar wykazuje istotną rolę w identyfikacji płci.